# 学校放送
学校放送（がっこうほうそう）は、学校向けの教育番組の放送の呼称である。
必ずしも公共放送によるもののみをさすわけではなく、たとえば放送法第109条では、「基幹放送事業者は、学校向けの教育番組の放送を行う場合には、その放送番組に学校教育の妨げになると認められる広告を含めてはならない」とされている。
日本では、NHK（教育テレビ = Eテレ）だけでなく、一部の民放でも放送されている。いずれも、学校教育を補助する目的で制作されることから、基本的に、文部科学省告示学習指導要領の内容に準拠することが求められている。
NHKでは、幼稚園、小学校、中学校、高等学校などでの学校教育で使用されることを目的とした番組自体の総称として用いられている。授業に連動して視聴される番組が主であり、学校で視聴できるように平日の日中（9時台から15時頃まで）に放送されるものが多い。

## NHK
1933年6月に日本放送協会関西支部（現・NHK大阪放送局）でラジオ第2放送の放送を開始。同年9月にローカルで学校放送を開始した。その効果が評価され、協会でも1935年4月にラジオ第1放送全国向けの学校放送をはじめた。内容は講話、学年別の番組、教師向けの番組の3種類で構成されていた。1941年4月に国民学校令が制定され一時は「国民学校放送」と名前を変え、戦争色の濃い放送を行った。戦後は連合国軍最高司令官総司令部 (GHQ)の民間情報教育局 (CIE)の指導、民間検閲支隊 (CCD)の検閲下で改革を受けた。1953年度からはラジオ第2放送に移行し現在に至る。
一方、同年2月にNHK東京テレビジョン局が開局。同時に学校放送を開始した。しかし、ラジオ第2放送で実現していた学年別の番組は15 - 20分の時間では体系的な放送が叶わず、また、事件や国会中継などで中止となるなど、継続的な学習が不可であった。1959年1月に東京教育テレビジョン局が開局。1960年8月からは総合テレビから移行し現在に至る。
Eテレは副音声解説放送・字幕放送を実施している番組が一部ある。かつては難視聴地域向けにBS2でも午前4時台に放送されていた。
基本的には学期単位での放送（1学期：4月初旬 - 7月初旬、2学期：9月初旬 - 12月中旬、3学期：1月中旬 - 3月中旬）で、1つの番組を1週間に2 - 3回放送し、新作の放送は2週間ごととなる。前年度に制作した番組を、次年度にもそのまま再放送することも多い。1年の編成上の基点は4月第1月曜日である（近年は教育系チャンネルの改編時期（日本放送協会の放送形態参照）が、暦の都合で3月最終月曜から始める場合もあるが、3月最終週は春休みと重なるため、ほぼ必ず従来同様4月第1月曜から編成を改正する）。
また休校時期に当たる7月中旬 - 8月下旬、12月下旬 - 1月初旬、3月下旬 - 4月初旬には復習シリーズ「○のテレビクラブ」「○のラジオクラブ」（○は夏・冬・春のいずれか）として短期集中的な再放送が行われている他、1999年から2005年の間、教育テレビの深夜放送で学校放送ライブラリーが放送された（学校放送ライブラリーは教育テレビの深夜休止枠が復活したため2006年3月で廃止、その後2011年再開）。祝日も通常放送はせず、再放送あるいは別の番組を放送している。
また学校の週休2日制が採用されたことに伴って、毎週末には総合的な学習の時間にも対応できる番組もいくつか放送されている（例・「科学大好き土よう塾」、「親と子のテレビスクール」など）。なお、Eテレは、かつてこの時間帯はマルチ編成枠のためハイビジョン放送を行っておらず、理科分野以外の番組ではハイビジョン製作への対応も遅かった。
かつては平日の日中時間帯の教育テレビは、「小4理科」「小6社会」などといった学校向け教育番組で埋め尽くされていたが、学校でのインターネット利用の拡大など、近年のNHKを取り巻く環境変化にともない、2008年度の平日午前の学校放送は9時台と10時台に縮小され11時台から撤退した。こうした状況から学校放送の質量の低下、ひいてはEテレの第2総合テレビ化の懸念が一層深まっている。
一方では、これまでに放送してきた内容をデジタルコンテンツ化する作業も進めており、今後は放送時間が減った分を補う活用が進められる。2013年は児童が学校から帰宅する時間を狙い、夕方15:30-15:40に毎日1本ずつ学校放送を入れる編成を組んだ。
また、ラジオ第2放送でも9:30-11:00にかけて行ってきた学校放送番組が大幅に減り、現在は国語朗読番組「お話でてこい」（水曜日9:45-10:00）だけになった。以前は「ラジオ音楽教室」や国語の教育番組などがあった。なお現在9:45（金曜は9:30）-11:00の枠では、一般向け教養・語学番組が放送されている。
2011年度より学校放送ゾーンに「NHK for School」という名称が制定され、各番組の最後にゾーンロゴが挿入されている（ゾーンロゴの挿入は2012年度まで）。

### 2011年度以後の変化
2011年度は、衛星放送再編やテレビジョン放送の完全デジタル化により、デジタル時代を踏まえた大規模な改編の実施が行われた。要点は以下の通り。
- 幼稚園向けは学校放送としては廃止、朝夕の幼児・子供ゾーン（Eテレキッズ）に統合。
- 朝のテレビ放送は9:00-10:15に短縮し、全番組が小学校向けとされた。また2011年度からの新番組はインターネット利用などを考慮し、全て10分枠番組となっている。
- NHK学園高校の授業を放送する「NHK高校講座」も14時台に移動。新作番組は20分に枠を削減し、従前は特集番組の形で扱っていた芸術科の授業放送を定時化。従前は「音楽I」のみラジオ第2で放送していた。
- 深夜時間帯に「学校放送ライブラリー」を再設し、新番組との連携を強化（2012年度まで）。
- 衛星波は、BS2の廃局により枠全廃。
- NHK佐賀放送局では、開局70周年を記念して「めざせ!佐賀博士」というローカル教育番組(小学校3・4年社会科)を制作した。

2013年度は、Eテレの夕方15時30分から15時40分に、学校から帰宅した学童に視聴してもらいやすくするため、毎日1本ずつ学校放送を編成することになった。当初は再放送のみだったが、2016年度より「10min.ボックス」の新番組（前期「テイクテック」、後期「公共」）を編成してからは本放送を編成することが多くなった。このため、2021年度には学校放送の再放送枠を確保するために夕方17時35分から17時45分にも編成することとなった。
2013年度までは、中学・高校向けの「10min.ボックス」を除いて学校放送は年間を通して放送する体制をとっていた。2014年度より実技番組で前後期制（前期：「キミなら何つくる?」、後期：「はりきり体育ノ介」）を導入することになり、2015年度より他の教科番組にも広がるようになった。2017年度以降は、多くの時間帯で前後期制による学校放送の編成を行っている。
また、ラジオ第2で放送していた小学校向けの「おはなしの旅」が2012年度をもって廃止となったため、同チャンネルの学校放送は曜日を拡大した「お話でてこい」（幼稚園・小学校低学年向け）のみとなり、実質小学校以上に向けた学校向け放送が全廃となった（2014年度は月-水曜となり、木・金曜は一般向け教養番組が組まれたため学校放送がなくなった）。これに伴い、学校長期休暇中に放送していた「（夏・冬・春）のラジオクラブ」も2013年度をもって廃止された。

### 2022年度以後の変化
GIGAスクール構想をはじめとするデジタル教育が進んでいる現在の状況に鑑みて、2022年度に学校放送の大規模な改編が11年ぶりに行われた。要点は以下の通りである。
- 小学校向け（一部は幼稚園・保育所向け、中学校向けを兼ねた番組あり）の朝のテレビ放送が9:00-10:00に短縮する一方で、夕方のテレビ放送が16:40-17:00に一本化された。
- 深夜（一部は夕方）に放送されていた中学校・高等学校向けの「10min.ボックス」「アクティブ10」の放送が月曜 - 木曜の11:00-11:10に変更された。深夜帯以外での放送となったのは、早朝帯で放送された2011年度以来となる。また、「NHK高校講座」の放送が10時台に再度移動することになった。
- 夏休み・冬休み・春休みの復習シリーズとして放送してきた「（夏・冬・春）のテレビクラブ」を2021年度を最後に廃止。2022年度以降は長期休暇中の学校放送を休止して、子供向けに加えて家族向け・若者向けに「Eテレセレクション」を特別編成している。
- 中学校・高等学校向けの復習シリーズ「（夏・冬・春）のセレクション」も同様に廃止されたが、こちらは長期休暇中も通常のレギュラー放送をする形に変更している[注 1]。

## 民間放送
民間放送（民放）黎明期の1950年代には、東京・大阪の第3局以降に準教育ないしは教育専門局という免許条件が付いたこともあり、民放でも学校放送やそれに類する番組がかなりの割合を占めたことがある。1960年代後半に入ると徐々に縮小し、1973年（昭和48年）、関東広域圏を放送エリアとする東京の2局が総合編成に移行して、教育専門の民放局は姿を消した。

### 関東広域圏

#### 日本教育テレビ
1959年（昭和34年）、関東地区に民間の教育放送局である日本教育テレビ（NET、現・テレビ朝日）が開局するが、この免許には教育番組50％以上に加え、教養番組30％以上を放送するという条件が付いた。このためNETでは学校放送を制作し、平日の午前中を中心に放送した。学校の長期休暇中には、NHKと同様に「（夏・冬・春）休みテレビクラブ」という名称の復習シリーズを1959年の夏休みから実施した（1960年代前半まで）。

地方でも各地域の第1局を中心にネットされ、これが民間放送教育協会（民教協）の基礎となっていく。実際、民教協はNET系列のニュースネットANNよりも先に結成されている。
しかし、NETは教育中心編成がネックとなって経営危機に陥ったため、収益改善策として実際は娯楽番組といえる内容のものを、名目上教育番組・教養番組扱いとして届け出る方便を取る形で総合局に近い番組編成を行い、郵政省もそれを黙認する形となった。
1969年（昭和44年）、日本経済新聞社が持株を朝日新聞社と旺文社に売却。1973年（昭和48年）11月1日の免許更新で念願の総合局免許を取得すると、1974年（昭和49年）4月改編で『みんなの東京』(小学校4年生社会科。1972~1979）を除く学校放送を打ち切った。現在は民教協制作の教養番組を主にローカルセールス枠（番組そのものは放送枠買取によるスポンサードネット扱い）で放送するだけに留まっている。

#### 科学テレビ→東京12チャンネル
1964年（昭和39年）に開局した関東地区の東京12チャンネルは、免許人となった日本科学技術振興財団が、外郭団体の「科学技術学園」を通じて開局と同時に科学技術学園工業高校を立ち上げ、新部署としてテレビ放送事業本部を設置して、通信制の授業を放送することになり、「科学テレビ」の通称で開局した。

免許の条件もNETの開局時よりさらに厳しいものとなり、科学技術教育番組60％、残りも教養または報道に充てるとし、娯楽番組を編成することは事実上不可能だった。このため、12チャンネルは民放でありながらCMを全く流さず、放送時間も先発他局に比べて圧倒的に短かった。
1967年（昭和42年）、免許条件が緩和され、科学テレビでも娯楽番組（20%） の放送ができるようになる。翌1968年（昭和43年）7月1日、科学テレビは制作部門を分離、新たに番組制作を請け負う新会社「東京12チャンネルプロダクション」（現・テレビ東京）が設立される。 日本経済新聞社と日本生命グループ、および毎日放送が出資する。日経は創立当初NETにも出資していたが、NET株を朝日新聞に売りその利益を12チャンネルプロへの投資につぎ込んだ。
1973年（昭和48年）10月1日、財団からテレビ局の経営を譲られた12チャンネルプロが、「株式会社東京12チャンネル」に社名変更。12チャンネルを教育専門局から一般総合局に転換する政府の方針 もあり一般総合局としての免許申請を行う。一方の財団テレビ事業本部は、7月に申請していた科学技術教育専門局の申請を取り下げたため、財団テレビ局は10月31日をもって廃局されている。代わって12チャンネルが11月1日付で総合局の免許 が交付され改めて開局し、他の民放と遜色ない体制に移行。1974年4月改編で『君も考える』(工業高校の生徒を対象としたホームルーム番組。1977年3月に終了）を除く学校放送を打ち切った。

#### 他系列への影響
関東2キー局が総合局に移行した後も、県域独立放送局のテレビ神奈川（TVK）、千葉テレビ放送（CTC）、テレビ埼玉（TVS）の3局が、県教育委員会の制作・提供による学校放送を平日午前中の時間帯に実施するとともに、教員や保護者向けの番組も併せて放送した。いずれの局とも2000年代には番組数・放送時間ともに減少し、TVKでは2008年3月までの障害児向け番組『のびる子きょうしつ』および『のびる子教室』、CTCでは2006年3月までの小学生向け社会科番組『まなび発見ちば』を最後に放送を終えた。

また、総合編成が可能だったフジテレビも厳密な意味での学校放送ではないものの、鹿内信隆による硬派志向もあり、初期のスローガンである「母と子のフジテレビ」の通り子供向けの情操教育番組に長年力を入れ、「ピンポンパン」や「ひらけ!ポンキッキ」が長寿番組となり、「ポンキッキ」は日本で過去に制作されたすべての番組の中で最多の受賞経験を持つに至った。
1980年代半ばからは、少子化の進捗や、鹿内春雄や日枝久らによる「楽しくなければテレビじゃない」を標榜した娯楽番組偏重路線による経営改善策により「ピンポンパン」は終了、「ポンキッキ」は「ポンキッキーズ」へ刷新し、地上波での放送枠は段階的に縮小する一方、2000年以降は事業を新たに設立したフジテレビKIDSに、主軸メディアを地上波から衛星波のBSフジに移行させ複数の新番組を供給した。しかし2000年代後半から2010年代にかけ再度番組数や放送枠の縮小に転じ、2018年をもって「ポンキッキーズ」を終了するとともにフジテレビKIDSも解散した。
先発局で同じく総合編成が可能だった日本テレビも、読売テレビと札幌テレビが準教育局であることや、系列局が民放第1局となった地域でNET発の学校放送番組がネットされたことに配慮して「ロンパールーム」などの情操教育番組を投入し、視聴者の支持を獲得した。
TBSテレビは、キー局となったJNN加盟局の多くでNET発の学校放送番組・教養番組がネットされたことを受け、それらの番組がJNN協定の制約を受けないようにする措置を行った。

#### FM東京と望星高校
ラジオでも1958年（昭和33年）に東海大学が実験局（現・実験試験局）として開局したFM東海では、翌1959年（昭和34年）に東海大学付属高校通信教育部（現・東海大学付属望星高等学校）の教育課程の一環として「高校通信教育講座」という番組が設けられた。

これはFM東海が1970年（昭和45年）に商業民放のFM東京に移行した後も東海大学がスポンサーとなって続けられ、1998年（平成10年）、CS-PCM放送のミュージックバードに切り替えられて地上波での放送を終了した。2011年（平成23年）にはミュージックバードも放送終了となってSPACE DiVAに移行するが、インターネット配信に変更され2013年（平成25年）3月終了した。

### 関西
関西地区の民間テレビジョン放送のうち、第2局の新大阪テレビ（開局直前に讀賣テレビ放送に改称）と第4局の毎日放送テレビ（MBS）が準教育専門局として開局した。
読売テレビは、月曜日に幼稚園向けの「私たちの幼稚園」と「仲よし劇場」、火曜日から金曜日に小学校、中学校、高等学校向けの「私たちの学校」、土曜日に校内に集まるPTA向けの「PTAアワー」という1日あたり30分の枠を編成した。
MBSは母体に関西教育文化放送が加わった関係で社内に「毎日放送テレビ教育会議」を持っており（～2000年3月）、民教協に参加し（～1992年）、NET制作の学校放送をネットした他、自社制作の学校放送番組として『4年生の社会科』（のちの『わたしたちの近畿』）を制作した。MBSはNETの学校放送を最終年の1974年までネット受けした。

### その他
- 1990年代まで、エフエム愛知で平日の午前11時から、愛知県教育委員会による15分の学校放送2番組が放送されていた。FM放送の特性上、音楽、英語、社会の各科目を放送していた。なおこのため、「コーヒータイム」などこの時間のネット番組が、エフエム愛知では30分先行放送されていた。
- アメリカ統治下の沖縄では、テレビは本土復帰後のNHK沖縄放送局による教育テレビ[注 6] の開局まで琉球放送と沖縄テレビ放送が、ラジオは復帰翌月にNHK沖縄放送局がラジオ第2を開局するまで[注 7] 琉球放送とラジオ沖縄、極東放送日本語局（当時は宗教放送局、現・エフエム沖縄）が、琉球政府文教局提供でNHKの学校放送を放送していた。
- 長野県では、信越放送が、FM波を利用した教育・学校放送専門の第2波児童文化放送を計画し、免許申請も行ったが、却下された。
- 新潟県では、長岡市に長岡教育放送というラジオ放送局が設置された時期がある。ただし、放送局と自称していたものの、放送局として免許されていたわけではなく（そもそも超短波のラジオ放送制度ができる前の開局である）、FM波を使った業務用無線局という位置づけであるが、事実上日本初のFM放送局である。市内の各学区に教育番組を送信していたが、一般家庭での利用もすすめていたという。他に児童劇団放送劇も放送されたほか、新潟地震のときは震災放送も行い、今日の防災行政無線の役割も担った。
- 千葉県では、館山市が市立学校間での教育格差是正を目的として、日立製作所の支援で教育放送センターという専門放送局を1971年3月に設立し[5][6]、1972年10月に開局[7]。放送センターを軸に市内の小中学校や幼稚園、公民館を電電公社（現・NTT）の回線で結び、放送センターで制作した学校放送番組を各教育施設に配信するという、現在のケーブルテレビの自主放送に近いシステムを構築していた[5][8]。しかし、運営の困難さに加え、市の財政事情も重なり、1979年3月で廃止となった[6]。
- 山梨学院大学内にスタジオがあるエフエム甲府は土曜の午前に、山梨学院大学の教授が講義をする番組が存在する
- 学校向けの放送ではないが、岐阜放送では岐阜県教育委員会が子育て番組「アンヨはじょうず」を長年放送していた。
- こちらも学校放送ではないが、山梨放送では山梨県教育委員会が子育て番組子育て日記を2021年10月現在まで不定期に放送しいている。

## 新型コロナウイルスによる影響
2020年初頭から国内で感染が拡大している新型コロナウイルスに伴い、教育機関の長期休校が続いていることを受けて、各地の教育委員会がNHKや民放テレビ局の協力を得た上で地方自治体や教育委員会制作による教育番組を放送する事例が相次いでいる。

### 北海道
- 北海道では、北海道教育委員会が道内の民放テレビ5社（北海道放送・札幌テレビ・北海道テレビ・テレビ北海道・北海道文化放送）による協力で「ほっかいどう子ども応援テレビ」という番組を2020年4月27日から5月7日までの計7日間、日中と夕方帯に各自放送していた[9]。

### 関東
- 東京都では、東京都庁が東京メトロポリタンテレビジョン（TOKYO MX）による協力で「TOKYO おはようスクール」という番組を4月15日から5月29日までの平日（一部祝日を含む）朝と日中帯に放送している[10][11]。
- 横浜市では、横浜市教育委員会がテレビ神奈川（tvk）のサブチャンネルを利用して、既にインターネットにて動画配信している「テレビでLet's study」という番組を4月20日から5月6日までの日中帯に放送している[12]。
- 栃木県では、栃木県庁がとちぎテレビ（とちテレ）による協力で「テレビスクールとちぎ」という番組を5月2日から6日までの日中から夕方帯に放送する[13][14]。

### 関西
- 大阪市では、大阪市教育委員会がテレビ大阪（TVO）のサブチャンネルを利用して、「おうちスクール大阪」という番組を5月18日から29日までの日中帯に放送する[15]。
- 神戸市では、神戸市教育委員会がサンテレビのサブチャンネルを利用して、「おうちDEまなぼう」という番組を5月7日から日中帯に放送する[16][17]。

### 九州
- 福岡市では、福岡市教育委員会が福岡放送（FBS）とテレビ西日本（TNC）のサブチャンネルを利用して、「オンラインスタディ学習動画」という番組を5月11日から日中と夕方帯に各自放送する[18][19]。
- 熊本市では、熊本市教育委員会がNHK熊本放送局と熊本県内の民放テレビ4社（熊本放送・熊本県民テレビ・熊本朝日放送・テレビ熊本）による協力で「くまもっと まなびたいム」という番組を4月20日から24日と27日から28日の日中と夕方帯に各自放送している[20]。